# NGC 6114
NGC 6114 é uma galáxia espiral (Sbc) localizada na direcção da constelação de Corona Borealis. Possui uma declinação de +35° 10' 28" e uma ascensão recta de 16 horas, 18 minutos e 23,5 segundos.
A galáxia NGC 6114 foi descoberta em 10 de Julho de 1880 por Édouard Jean-Marie Stephan.